# شهرستان گرت (مریلند)
شهرستان گرت، مریلند (به انگلیسی: Garrett County, Maryland) یک سکونتگاه مسکونی در ایالات متحده آمریکا است که در مریلند واقع شده‌است.

## خصوصیات
شهرستان گرت ۱٬۶۹۹٫۰۴ کیلومترمربع مساحت دارد.